# Papillaria mosenii
Papillaria mosenii är en bladmossart som beskrevs av Brotherus 1895. Papillaria mosenii ingår i släktet Papillaria och familjen Meteoriaceae. Inga underarter finns listade i Catalogue of Life.